# Maria Plattner
Maria Plattner (* 6. Mai 2001 in Hall in Tirol) ist eine österreichische Fußballspielerin. Seit Januar 2025 ist sie Vertragsspielerin der zweiten Mannschaft des FC Bayern München.

## Karriere

### Vereine
Die offensive Mittelfeldspielerin wuchs in der Gemeinde Axams auf und begann ihre Karriere beim SV Axams. Über den FC Natters wechselte sie im Jahre 2017 zum FC Bergheim in die Bundesliga. Ihren ersten Einsatz in der höchsten österreichischen Spielklasse hatte sie am 9. September 2017, als sie mit ihrer Mannschaft mit 2:3 beim FFC Vorderland verlor. Zur Saison 2018/19 wechselte Plattner zum Bundesliga-Aufsteiger FC Wacker Innsbruck. Dort blieb sie ebenfalls nur ein Jahr und wechselte zur Saison 2019/20 zum SK Sturm Graz. Mit den Grazerinnen belegte sie in der wegen der COVID-19-Pandemie abgebrochenen Spielzeit den dritten Platz. Zur Saison 2020/21 wechselte Plattner zum Bundesligisten 1. FFC Turbine Potsdam. Ihr erstes Bundesligaspiel bestritt sie am 13. September 2020 (2. Spieltag) beim 2:2-Unentschieden im Auswärtsspiel gegen den SV Meppen mit Einwechslung für Luca Graf in der 70. Minute.
Nach dem Abstieg ihrer Mannschaft am Saisonende 2022/23 verließ sie den Verein. Seit der Saison 2023/24 ist sie Vertragsspielerin des FC Wacker Innsbruck, für den sie zum Saisonauftakt am 27. August 2023 bei der 0:8-Niederlage im Heimspiel gegen den FFC Vorderland zum Einsatz kam. Bereits am 18. Mai 2024, am vorletzten Spieltag, bei der 0:1-Niederlage im Auswärtsspiel gegen den FC Bergheim, war ein erneuter Abstieg für die Spielerin unvermeidlich.
Zur Winterpause der Saison 2024/25 wechselte Plattner zur zweiten Mannschaft des FC Bayern München, die sich zu diesem Zeitpunkt im Abstiegskampf der zweiten Liga befinden.

### Nationalmannschaft
Nachdem Plattner für die Nachwuchsnationalmannschaften der Altersklassen U16, U17 und U19 zum Einsatz gekommen war, debütierte sie am 17. September 2021 in Liepāja für die  A-Nationalmannschaft, die im ersten WM-Qualifikationsspiel der Gruppe D mit 8:1 gegen die Nationalmannschaft Lettlands gewann, gegen die ihr auch im Rückspiel am 12. April 2022 in Wiener Neustadt beim 8:0-Sieg ihre ersten beiden Tore gelangen.
Plattner war für den EM-Kader 2022 in England nominiert, musste jedoch aufgrund eines im Zweikampftraining erlittenen Schlüsselbeinbruchs unmittelbar vor Beginn der EM auf die Turnierteilnahme verzichten. Sie war neben Lisa Kolb die zweite Nationalspielerin die bereits vor dem Auftaktspiel gegen die Gastgeberinnen aus England die Heimreise antrat. Für Plattner und Kolb nachgerückt sind Annabel Schasching und Virginia Kirchberger.
Maria Plattner kam beim WM-Play-off in Schottland im Oktober 2022 und dann erst wieder am 4. April 2025 in das Nationalteam.